# 英国空军元帅列表

皇家空军元帅袖/肩章

皇家空军元帅指挥官旗

以下是英國皇家空军元帅列表。

## 皇家空军元帅
- 休·特伦查德子爵（1927年1月1日）
- 约翰·萨尔蒙德爵士（1933年1月1日）
- 爱德华八世（1936年1月21日）
- 乔治六世（1936年12月11日）
- 爱德华·莱昂纳德·埃灵顿爵士（1937年1月1日）
- 西里尔·内维尔男爵（1940年10月4日）
- 查尔斯·波特尔子爵（1944年6月1日）
- 亚瑟·泰德男爵（1945年9月12日）
- 威廉·舒尔托·道格拉斯男爵（1946年1月1日）
- 亚瑟·哈里斯爵士（1946年1月1日）
- 约翰·斯莱塞爵士（1950年6月8日）
- 菲利普亲王殿下（爱丁堡公爵）（1953年1月15日）
- 威廉·迪克森爵士（1954年6月1日）
- 德莫特·博伊尔爵士（1958年1月1日）
- 亨利王子殿下（格洛斯特公爵）（1958年）
- 托马斯·派克爵士（1962年4月6日6）
- Charles Elworthy, Baron Elworthy of Timaru（1967年4月1日）
- 约翰·格兰迪爵士（1971年4月1日）
- 丹尼尔·斯波茨伍德爵士（1974年3月31日）
- 安德鲁·汉弗莱爵士（1976年8月6日）
- 尼尔·卡梅伦（卡梅伦男爵）（1977年7月31日）
- 迈克尔·比瑟姆爵士（1982年10月14日）
- 基思·威廉姆森爵士（1985年10月15日）
- 戴维·克雷格（克雷格男爵）（1988年11月14日）
- 彼得·哈丁爵士（1993年1月）
- 查爾斯三世（2012年6月16日）